# نارسایی غدد فوق کلیوی
نارسایی آدرنال یک بیماری است که در آن غدد آدرنال مقادیر کافی از هورمون های استروئیدی و در درجه اول کورتیزول را نمی‌توانند تولید کنند. همچنین ممکن است اختلال در تولید آلدوسترون ایجاد شود. آلدوسترون تنظیم ذخیره‌سازی سدیم و ترشح پتاسیم و همچنین احتباس آب را بر عهده دارد . ولع مصرف نمک یا غذاهای شور به دلیل دفع بیش از حد سدیم از طریق ادرار در بین بیماران شایع است.
بیماری آدیسون و هیپرپلازی مادرزادی آدرنال می تواند به صورت نارسایی آدرنال نمایش داده شود. در صورت عدم درمان نارسایی آدرنال ممکن است باعث شکم درد شدید, استفراغ,  ضعف شدید عضلانی و خستگی, افسردگی, افت شدید فشار خون، کاهش وزن، نارسایی کلیه، تغییرات در خلق و خو و شخصیت و شوک (آدرنال بحران) شود. بحران آدرنال اغلب وقتی رخ می‌دهد که بدن در معرض استرس شدید واقع شده، شرایطی مثل تصادف، آسیب جراحی، یا عفونت شدید. بیمار ممکن است خیلی سریع جانش را از دست بدهد.

## علائم و نشانه ها
علائم و نشانه‌ها عبارتند از: هیپوگلیسمی، کم آبی بدن، کاهش وزن و گمگشتگی. دیگر نشانه‌ها و علائم شامل ضعف, خستگی و سرگیجه و فشار خون پایین می شود که بیشتر در زمان ایستادن بیمار اتفاق می افتد (افت فشار خون وضعیتی). درد عضلانی همراه با تهوع، استفراغ، اسهال نیز شایع می‌باشد . ائوزینوفیلی نیز ممکن است رخ دهد.

## علل
علل نارسایی آدرنال مختلف است، از جمله قطع ناگهانی کورتون ها، سندرم واترهاوس-فریدریشسن، و حتی استرس زیاد می‌تواند عامل بیماری شود. 